# Der Frosch mit der Maske
Der Frosch mit der Maske (De gemaskerde kikvors) is een Duits-Deense misdaadfilm uit 1959 en werd geregisseerd door Harald Reinl.
De film is gebaseerd op het boek The Fellowship of the Frog van de Britse misdaadauteur Edgar Wallace. De film was de eerste uit een reeks van verfilmingen van Wallace's verhalen. In totaal werden er 38 verfilmingen gemaakt.

## Plot
Sinds enkele jaren terroriseren de Kikker met het masker en zijn bende de Britse hoofdstad met een ware inbraakgolf. Ieder maal wanneer de bende toeslaaT, laten ze een kikker als “handtekening” achter. Inspecteur Elk en zijn assistent Sergeant Balder staan nergens met hun onderzoek en wanneer hun poging om een infiltrant in de bende binnen te krijgen ook nog mislukt, krijgen ze versterking van Richard Gordon, de neef van Scotland Yard chef Sir Archibald.
Een eerste spoor leidt hem en zijn butler James naar de mysterieuze John Bennet, die met zoon Ray en dochter Ella in een idyllisch huis in de buurt van Hertford woont. Gordon ontdekt al snel dat de Bennets in het vizier van de Kikkerbende zijn gekomen, want niet alleen hij, maar de Kikker zelf heeft een oogje op Ella. Ray, is ook in gevaar.
Tegen alle waarschuwingen van zijn collega Philo Johnson in, heeft Ray zijn baan opgezegd bij de prestigieuze krantenuitgeverij Maitland en vindt hij spoedig werk in de Lolita Bar. Deze dans- en revueplaats wordt meer en meer het onderwerp van de klopjacht van inspecteur Elk, naarmate de verdenking groeit dat het een uitvalsbasis is voor leden van de Kikkerbende. Richard Gordon laat zich daar inhuren als belichter om grondiger onderzoek te doen. Maar hij en Elk hebben niet veel tijd om de Kikker te ontmaskeren, die al een nieuw plan heeft waarin Ray een belangrijke rol speelt.
Als eerste succes kan inspecteur Elk sergeant Balder ontmaskeren als lid van de Kikkerbende en hem arresteren. Ray wordt ten onrechte verdacht van het neerschieten van Lew Brady, die ook lid was van de Kikkerbende, in de Lolita Bar. Maar met de hulp van een filmcamera die Gordon daar in het geheim heeft geïnstalleerd, kan zijn onschuld worden bewezen. Uiteindelijk blijkt dat de inbreker Harry Lime alias Philo Johnson, die dood werd gewaand, de Kikker is.

## Cast:[2]
| Acteur              | Personage        |
| ------------------- | ---------------- |
| Siegfried Lowitz    | Inspecteur Elk   |
| Joachim Fuchsberger | Richard Gordon   |
| Jochen Brockmann    | Philo Johnson    |
| Carl Lange          | John Bennet      |
| Eva Anthes          | Ella Bennet      |
| Eddi Arent          | James, de butler |
| Walter Wilz         | Ray Bennet       |
| Dieter Eppler       | Josua Broad      |
| Fritz Rasp          | Ezra Maitland    |
| Erwin Strahl        | Sergeant Balder  |
| Ulrich Beiger       | Everett          |

## Wetenswaardigheden
Het verhaal speelt zich af in Londen, maar de meeste van de scènes zijn in Kopenhagen gedraaid.